# براملی، ساری
براملی (به انگلیسی: Bramley) یک روستا و محله مدنی در بریتانیا است که در Waverley واقع شده‌است. براملی ۱۸٫۸۷ کیلومتر مربع مساحت و ۳٬۵۵۹ نفر جمعیت دارد.